# Gramazie
Gramazie ist eine Gemeinde im französischen Département Aude in der Region Okzitanien. Sie gehört zum Kanton La Piège au Razès und zum Arrondissement Limoux. 

## Sehenswürdigkeiten
- Kirche Notre-Dame, Monument historique

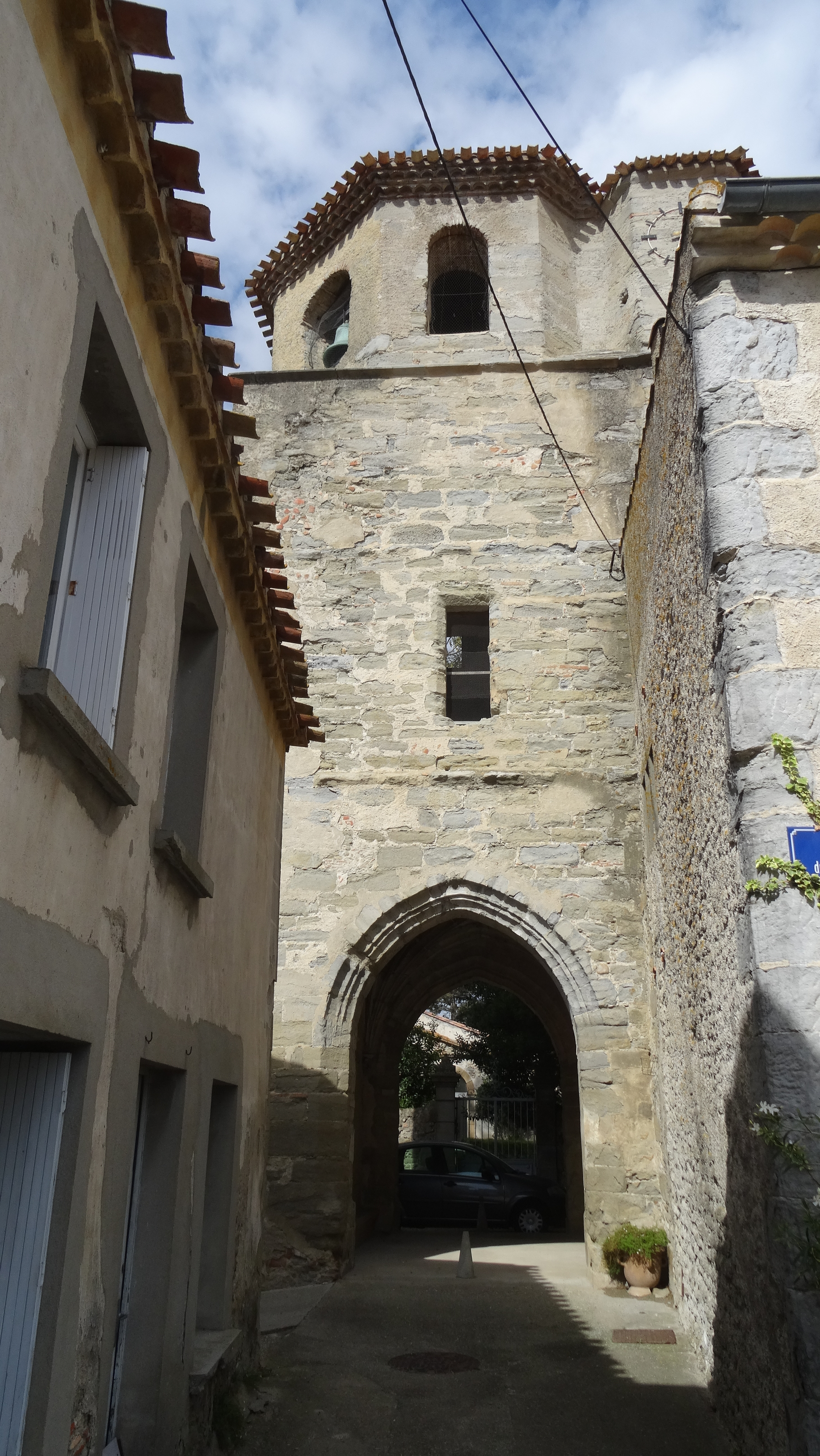
Kirche Notre-Dame

## Lage
Gramazie wird von der Sou tangiert. Die Gemeinde grenzt im Norden an Ferran, im Osten an Cailhau, im Süden an Belvèze-du-Razès und im Westen an Mazerolles-du-Razès.

## Bevölkerungsentwicklung
| Jahr      | 1962 | 1968 | 1975 | 1982 | 1990 | 1999 | 2008 | 2017 |
| --------- | ---- | ---- | ---- | ---- | ---- | ---- | ---- | ---- |
| Einwohner | 91   | 84   | 71   | 59   | 89   | 71   | 101  | 117  |